# Ananchai Thepsudee
Ananchai Thepsudee (thailändisch อนันชัย เทพสุดี, * 1. Februar 2006), auch als The Boss bekannt, ist ein thailändischer Fußballspieler.

## Karriere
Ananchai Thepsudee erlernte das Fußballspielen in der Jugend des Samut Prakan City FC. Bei dem Zweitligisten aus Samut Prakan unterschrieb er Ende Januar 2024 auch seinen ersten Vertrag. Sein Zweitligadebüt gab Ananchai Thepsudee am 31. März 2024 (31. Spieltag) im Auswärtsspiel gegen den Lampang FC. Bei der 3:0-Niederlage stand er in der Startelf und spielte die kompletten 90 Minuten. Nach sieben Ligaspielen wechselte er im Januar 2025 in die dritte Liga. Hier schloss er sich in Samut Songkhram dem in der Western Region spielenden Samut Songkhram City FC an.